# Walc Łyżwiarzy

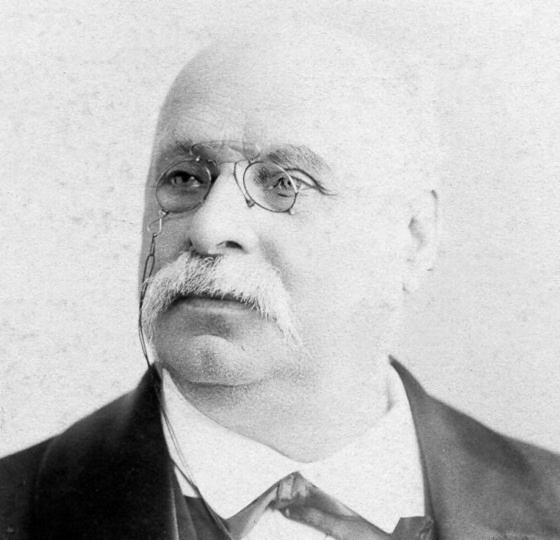
Émile Waldteufel

Walc łyżwiarzy, Łyżwiarze (tytuł oryginalny: Les Patineurs Valse, tytuł anglojęzyczny: The Skaters' Waltz, tytuł niemieckojęzyczny: Die Schlittschuhläufer-Walzer) – popularny utwór (walc), którego autorem jest pochodzący z Alzacji kompozytor Émile Waldteufel.

## Powstanie utworu
Walc skomponowany został w 1882 roku, prawdopodobnie w Paryżu; nosi op. 183.  Inspiracją dla kompozytora były kółka tworzone przez ślizgających się łyżwiarzy na lodowisku w Lasku Bulońskim, na ówczesnych przedmieściach Paryża.

## Struktura utworu
Walc 1
Utwór poprzedzony jest krótką introdukcją. Nawiązuje ona w intencji kompozytora do układu ciała łyżwiarza.  Występujące w introdukcji glissanda, tryl oraz dźwięk dzwonków wprowadzać mają słuchacza w zimową atmosferę.  W atmosferę tę wprowadza również pojawiająca się między trylem a dźwiękiem dzwonków kadencja rogu solo w dynamice piano intonująca w powolnym tempie przetworzony fragment pierwszego tematu walcowego.   Niewykluczone, że zarówno glissando jak i tryl wyrażają dynamiczne łyżwiarskie figury akrobatyczne, np. skok z obrotem, lub też ... upadek po nieudanym skoku lub innej niepoprawnie wykonanej figurze.  Następnie eksponowany jest 16-taktowy, romantyczny, rozpoetyzowany, szeroko prowadzony przez kwartet smyczkowy, nastrojowy pierwszy temat walcowy.  Ma on przedstawiać majestatycznie i harmonijnie poruszające się grupy łyżwiarzy na lodowisku.
Walc 4
Niezupełnie zgodnie z konwencją walca koncertowego utwór zawiera cztery a nie pięć par tematów walcowych; niektóre z nich powtarzają się w przetworzonej formie. Pary tematów walcowych rozdzielane są niekiedy akordami o charakterze łączników.  Niektóre łączniki posiadają również 'glissandowy' charakter nawiązujący do introdukcji.  Wszystkie tematy mają długość 16 taktów.  Stosowane jest trochę nietypowe metrum 6/8 zamiast 'standardowego' dla walca 3/4.  Pod względem instrumentacji i struktury formalnej utwór stanowi kompozycję późno-romantyczną, nawiązującą nieco do formy stosowanej przez Johanna Straussa syna.  Od typowych kompozycji straussowskich odróżnia jednak walc łyżwiarzy stosowanie subtelnej harmoniki oraz delikatnych, miękkich fraz.
coda

## Inne informacje
Walc łyżwiarzy wykorzystywany był jako podkład muzyczny w wielu filmach. Stanowił też tło muzyczne w uroczystości zamknięcia Zimowych Igrzysk Olimpijskich w Calgary, na których przedstawiono ślizgawkę w stylu retro.